# Andrea Schumacher

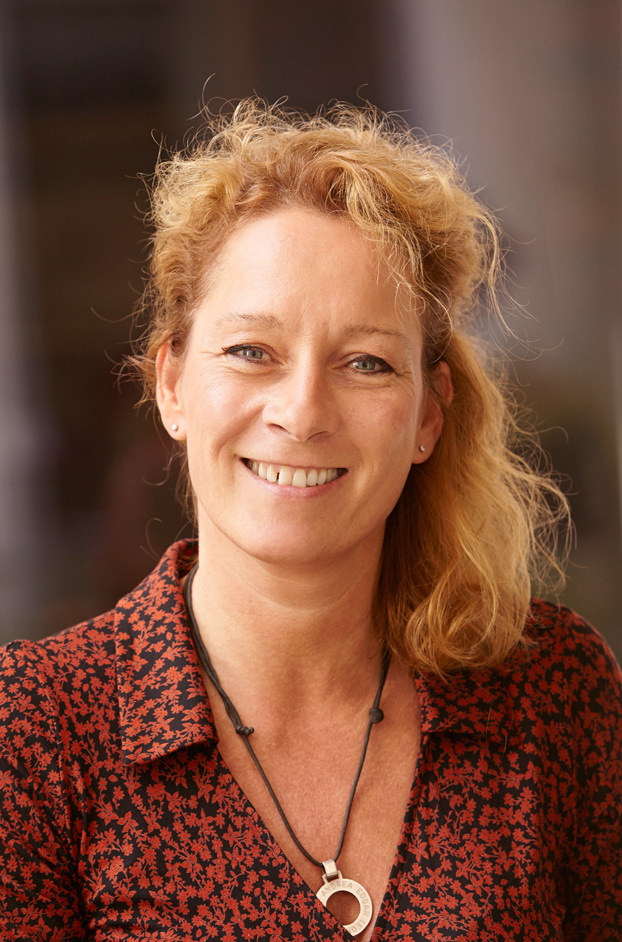
Andrea Schumacher

Andrea Schumacher (* 1967 in Essen) ist eine deutsche Filmeditorin, Drehbuchautorin und Filmemacherin.

## Leben und Wirken
Andrea Schumacher ist seit Mitte der 1990er Jahre als Editorin tätig und schnitt bisher überwiegend Spiel- und Dokumentarfilme, unter anderem für Regisseure wie Christoph Schlingensief oder Christian Twente. Für ihre Arbeit am Spielfilm Schmitke von Stepan Altrichter war sie 2016 gemeinsam mit Philipp Wenning für den tschechischen Filmpreis Český lev nominiert.
Seit dem 1994 erschienenen Spielfilm 00 Schneider – Jagd auf Nihil Baxter, den Schumacher montierte, arbeitete sie immer wieder mit dem Unterhaltungskünstler Helge Schneider zusammen. Bei seinen bisherigen abendfüllenden Spielfilmen übernahm sie neben dem Schnitt auch die Regie-Assistenz bei 00 Schneider – Jagd auf Nihil Baxter und Praxis Dr. Hasenbein oder arbeitete am Drehbuch zu Jazzclub – Der frühe Vogel fängt den Wurm und 00 Schneider – Im Wendekreis der Eidechse mit. Bei letzterem war sie zudem Co-Regisseurin.
Darüber hinaus führte Schumacher Regie bei einigen Werbefilmen.  2021 erschien ihr Dokumentarfilm Clubkultur Berlin, den sie gemeinsam mit der Moderatorin Leonie Gerner erstellte und welcher u. a. die Auswirkungen der Corona-Pandemie auf die Berliner Clubkultur thematisiert. 2024 war Schumacher als Leiterin für das Videodesign des Theaterstückes RCE #Remotecodeexecution am Berliner Ensemble unter der Regie von Kay Voges verantwortlich, welches in der Kritiker:innenumfrage 2024 von Theater heute für das Video des Jahres ausgezeichnet wurde.

## Filmografie (Auswahl)

### Drehbuch / Regie
- 2003: Mendy – das Wusical (Fernseh-Liveaufzeichnung), (Drehbuch), (stellvertretende Regie)
- 2004: Jazzclub – Der frühe Vogel fängt den Wurm (Drehbuch)
- 2013: 00 Schneider – Im Wendekreis der Eidechse (Drehbuch, Co-Regie)
- 2021: Clubkultur Berlin (Dokumentarfilm), (Drehbuch, Regie)

### Schnitt

#### Film und Fernsehen
- 1994: 00 Schneider – Jagd auf Nihil Baxter
- 1996: United Trash
- 1997: Praxis Dr. Hasenbein
- 1998: Höllenfahrten - Meuterei auf der „Batavia“
- 1999: Echt Schalke (Fernsehdokumentation)
- 2001: Die Männer Ihrer Majestät
- 2003: Mendy – das Wusical
- 2004: Jazzclub – Der frühe Vogel fängt den Wurm
- 2013: 00 Schneider – Im Wendekreis der Eidechse
- 2014: Schmitke
- 2015: Uli Hoeneß – Der Patriarch (Fernsehfilm)
- 2015: Das fehlende Grau
- 2021: Zeitzeugengespräch (Dokumentarfilm)
- 2021: Clubkultur Berlin (Dokumentarfilm)
- 2024: Nonkonform (Dokumentarfilm)

#### Theater
- 2003: Mendy – das Wusical, Schauspielhaus Bochum, (Autorin, Mitarbeit)
- 2019: „Don’t Be Evil“ von Kay Voges, Berliner Volksbühne, (Schnitt)
- 2021: „Inferno: Opernfilm“ von Kay Voges nach Divina Commedia von Dante Alighieri, Oper Frankfurt / Schauspiel Frankfurt, (Schnitt)[4]
- 2024: „RCE #Remotecodeexecution“ von Kay Voges nach dem Roman RCE – Remote Code Execution von Sibylle Berg, Berliner Ensemble, (Videodesign)

### Sonstiges
- 2004: Jazzclub – Der frühe Vogel fängt den Wurm (Darstellerin)
- 2013: Helge Schneider - To Be A Man (Musikvideo), (Kamera)
- 2013: 00 Schneider – Im Wendekreis der Eidechse (Darstellerin)
- 2015: Mülheim Texas – Helge Schneider hier und dort (Dokumentarfilm), (Mitwirkung)
- 2019: Gasmann (Schnittberatung)
- 2021: Clubkultur Berlin (Dokumentarfilm), (Kamera)

## Auszeichnungen und Nominierungen
- 2016: Nominierung für den tschechischen Filmpreis Český lev in der Kategorie Bester Schnitt (nejlepší střih) für Schmitke
- 2024: Auszeichnung Video des Jahres bei der Kritiker:innenumfrage von Theater heute für das Videodesign beim Theaterstück RCE #Remotecodeexecution von Kay Voges